# كهف دانييلز

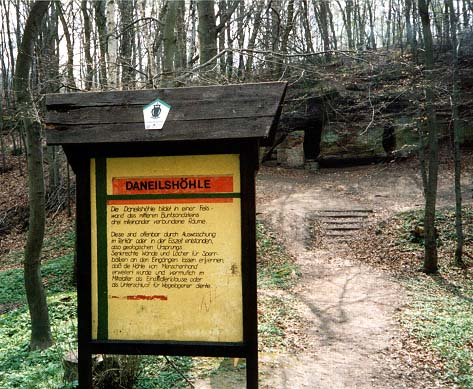
كهف دانييلز في هوي

كهف دانييلز ( (بالألمانية: Daneilshöhle)‏)، المعروف أيضًا باسم كهف اللص ( Räuberhöhle ) ويقع على الجانب الشمالي من سلسلة جبال هوي في منطقة هارز في ولاية سكسونيا أنهالت الألمانية. سمّيت على اسم أسطورة لص سيئ السمعة، دانييل.
يتكون الكهف فعلياً من ثلاثة كهوف مرتبطة ببعضها البعض داخل واجهة صخرية من الحجر الرملي، ولكل منها مدخل خاص به.  وهي محمية بوصفها محمية طبيعية . تشكلت الكهوف على ما يبدو نتيجة التعرية خلال العصر النيوجيني أو خلال العصر الجليدي.
تشير ثقوب هياكل الأبواب والجدران الرأسية إلى أن كهف دانييل قد تم توسيعه بيد الإنسان. ربما كان ملاذًا للسكان المحليين في العصور الوسطى. كما استخدم كهف دانييل أيضًا ملاذًا لعمال الطرق السريعة واللصوص، وهو أمر واضح من الإجراءات القانونية ضد سيمون بينغيلهيلم من هالبرشتات ، الذي كان يُعرف باسم Tausendteufel («ألف شياطين») ، والذي حُكم عليه في يونيو 1600 ليتم إعدامه بقطع أوصال لارتكابه العديد من الجرائم في غرونينغن (ألمانيا) .

## المؤلفات
- أسطورة دانييل السارق باللغة الألمانية